# Edward H. Adelson
Edward H Abelson es profesor del MIT (del inglés: Massachusetts Institute of Technology) en el departamento de ciencias cognitivas. 
Tiene más de 100 artículos publicados sobre los mecanismos de la visión humana. Una de las ilusiones ópticas más conocidas en el tablero de ajedrez de Adelson. Su trabajo sobre la percepción del movimiento fue honrado con el premio Optoelectronics en (1992).